# والتر تسيمرمان
والتر زيمرمان (بالألمانية: Walter Zimmermann)‏ (و. 1949  م) هو ملحن، ومؤلف، وأستاذ جامعي، وكاتب ألماني، ولد في شفاباخ.

## جوائز
حصل على جوائز منها:
- Schneider-Schott Music Prize [الإنجليزية]‏ (1989).[6]

## روابط خارجية
- والتر زيمرمان على موقع مونزينجر (الألمانية)
- والتر زيمرمان على موقع ميوزك برينز (الإنجليزية)
- والتر زيمرمان على موقع ديسكوغز (الإنجليزية)